# Труды Киевской духовной академии
«Труды Киевской духовной академии» — российский научный журнал, ежемесячник Киевской духовной академии, выходивший в 1860—1917 годах.
Кроме научно-богословских и историко-литературных сочинений, «Труды Киевской духовной академии» уделяли много внимания истории церкви, религиозных течений и богословской мысли на территорий Украины, содержали труды известных ученых, среди которых: Степан Голубев, Николай Петров, Фёдор Титов, Филипп Терновский, Порфирий (Успенский). Редактировали журнал ректоры и профессора академии: архимандрит Филарет (Филаретов), Аким Олесницкий, Василий Певницкий и другие.

## История
Идея создания религиозного журнала, который бы духовным потребностям общества, была близка большинству профессоров и студентов академии. К проекту нового журнала в академии отнеслись очень серьёзно — была созвана конференция Киевской духовной академии, посвящённая этой проблеме, и 16 сентября 1857 утверждена программа нового издания, в котором предполагалось публиковать статьи по богословию, церковной истории и философии, словесности, а также переводы и оригинальные статьи. Но тогда любое церковное издание должно было получить разрешение Святейшего Синода, который выполнял цензурные функции. Ответ от Синода пришёл через год: «Этим делом уже очень давно с честью занимается Московская духовная академия, и этим же делом восемь лет занимается С.-Петербургская академия; Казанская академия приняла на себя часть этого дела».
Студентам и профессорам Киевской академии настоятельно рекомендовалось переводить христианские произведения тех времён с латыни на русский. «Академисты» вновь обратились к чиновникам от религии с требованием разрешить издавать журнал по собственной, предложенной ими программой. Им разрешили, но настойчиво советовали назвать журнал унифицировано — «Труды Киевской духовной академии» (это название было типичным для периодических изданий, выходивших при духовных академиях — существовали «Труды Московской духовной академии», под аналогичным названием выходил журнал при Санкт-Петербургской духовной академии, а также при Казанской).
Разрешение Святого Синода было получено в ноябре 1859 года, и журнал увидел свет после двух лет противостояния академии и синодальных чиновников. Подготовка ТКДА и выпуск были основаны на средства от продажи его предшественника, ежемесячника «Воскресное чтение».
Ныне периодическое издание под этим же названием издаётся Киевской духовной академией и семинарией УПЦ МП а также Киевской православной богословской академией с периодичностью раз в год.
В 2010 году КДА выпустила первый диск с электронной версией «Трудов». Всего таких диска вышло три: 1 (1860-1879), 2 (1880-1899), 3 (1890-1917, 1997-2011).